# Gò Tháp
Khu di tích Gò Tháp là một di tích quốc gia đặc biệt, nằm trên địa bàn hai xã Mỹ Hòa và Tân Kiều, huyện Tháp Mười, tỉnh Đồng Tháp, cách Mỹ An (huyện lỵ) khoảng 11 km về hướng Bắc, cách Thành phố Cao Lãnh về hướng đông bắc 43 km (theo đường bộ và đường thủy).
Di tích Gò Tháp được biết đến từ những năm cuối thế kỷ XIX và vào những thập kỷ đầu thế kỷ XX, một số nhà nghiên cứu người Pháp đã đến đây khảo sát và công bố những phát hiện quan trọng về một số dấu tích kiến trúc cổ, tượng thờ, bia đá và văn tự cổ…Khu di tích Gò Tháp được các nhà khảo cổ học Việt Nam đã tiến hành khảo sát, đào thám sát và khai quật nhiều lần. Chủ động trong việc thành lập Khu di tích Gò Tháp là UBND tỉnh Đồng Tháp, Bộ VH-TT với sự tham gia đông đảo của các nhà khoa học Việt Nam và quốc tế trong các lĩnh vực liên quan.
Nhận thấy ý nghĩa và tầm quan trọng của khu di tích, ngay từ năm 2005, UBND tỉnh Đồng Tháp đã chỉ đạo khoanh vùng bảo vệ, lập phương án quy hoạch tổng thể với tổng diện tích khoảng 300 ha, với 04 khu chức năng chính là:
- Khu di tích bảo tồn, bảo tàng 53 ha;
- Khu rừng sinh thái 166 ha;
- Khu dịch vụ 54 ha;
- Khu nuôi thú hoang dã Đồng Tháp Mười 27 ha.

Hiện nay Khu di tích Gò Tháp có diện tích 320 ha, nằm trên địa bàn hai xã Mỹ Hòa và Tân Kiều thuộc huyện Tháp Mười, tỉnh Đồng Tháp. Trong khu di tích gồm có các khu vực:
- Khu trung tâm (Gò Tháp hay Gò Cát nổi), là khu bảo tồn văn hóa Phù Nam đã được khai quật, bao gồm các di tích kiến trúc, mộ táng, di tích trưng bày ngoài trời có mái che phục vụ du khách. Trên gò có nhiều tán cây cổ thụ che cái nắng cháy bỏng của Đồng Tháp Mười.
- Khu văn hóa lễ hội và dịch vụ du lịch có diện tích 30 ha. Nơi đây bố trí nhà nghỉ, nhà hàng, tháp sen, sân khấu ngoài trời, khu đua thuyền và các công trình vui chơi giải trí khác.
- Các di tích văn hóa như: Tháp Mười Cổ Tự, Đền thờ Thiên Hộ Dương và Đốc Binh Kiều, Miếu Bà Chúa Xứ cũng được tôn tạo, phục vụ khách tham quan chiêm bái. Hàng năm có hai kỳ lễ hội truyền thống dân gian vào rằm tháng 3 âm lịch: vía Bà Chúa Xứ và rằm tháng 11 âm lịch: Tưởng niệm hai vị anh hùng dân tộc Võ Duy Dương (Thiên Hộ Dương) và Đốc Binh Kiều, đã thu hút hàng trăm ngàn lượt khách hành hương về Gò Tháp để chiêm ngưỡng những kiến trúc cổ của nền văn hóa Óc Eo, cùng thưởng ngoạn sinh hoạt “học trò lễ”, “nhạc lễ”, “múa lân” và các hoạt động văn hóa nghệ thuật, vui chơi giải trí khác.
- Khu du lịch văn hóa lịch sử có diện tích 20 ha vừa đưa vào sinh hoạt nhằm tái hiện lịch sử văn hóa xưa và nay của Gò Tháp. Khu du lịch sinh thái kéo dài từ phía bắc và tây nam, có diện tích 167 ha, nơi này sẽ tái tạo bảo tồn hệ sinh thái động vật vùng ngập nước, xây dựng nơi nghỉ dưỡng cùng các trò chơi dân gian.

## Các di tích tiêu biểu trong khu di tích Gò Tháp
Quần thể di tích Gò Tháp (tính từ con lộ Mỹ Hoà đi vào) gồm có 6 di tích tiêu biểu: Gò Tháp Mười; tháp Cổ Tự; Đền thờ cụ Đốc Binh Nguyễn Tấn Kiều và mộ cụ; gò Minh Sư, Đền thờ Thiên Hộ Võ Duy Dương và miếu Bà Chúa Xứ.

### Di tích khảo cổ Gò Tháp Mười
Di tích Gò Tháp hay Gò Tháp Mười là một di tích khởi nguồn và quan trọng nhất trong Khu di tích Gò Tháp. Gò Tháp cao hơn mặt ruộng xung quanh khoảng 3,8 m, (so với mực nước biển là 5,046 m) với diện tích khoảng 4.500 m².
Từ những cuộc khảo sát của nhà khảo cổ học người Pháp L.Malleret (1944) đã phát hiện trên Gò Tháp có nhiều gạch và hàng chục khối đá lớn, yoni, cột… (như 3 cột lớn bằng đá hoa cương mặt cắt ngang hình vuông cạnh 0,48 m, dài 1,56 m, 1,10m và 1,42m, một đầu có chốt đầu kia có mộng để ghép nối theo chiều cao).
Ngoài những phát hiện của các học giả người Pháp ở di tích Gò Tháp, sau năm 1975 các nhà khảo cổ học Việt Nam tiếp tục nghiên cứu và phát hiện chi tiết hơn về cấu trúc nền của di tích Gò Tháp được xây dựng vào thời Vương quốc Phù Nam (tồn tại trong thế kỷ thứ I-VII) với nhiều hiện vật khảo cổ có giá trị về lịch sử và văn hóa.-
Dấu tích rõ ràng nhất là kiến trúc gạch dài 17,30 m theo hướng Đông - Tây, rộng 12m (Bắc - Nam), cạnh bẻ góc, đối xứng hai phần Bắc - Nam, cho thấy kiến trúc khá quy mô và có liên quan đến nhiều kiến trúc khác xung quanh. Di vật gồm những mảnh gốm bình ấm có vòi, một số mảnh vỡ của Yoni, tượng Visnu, khuông đúc, đặc biệt có 2 tượng Visnu rất đẹp tuy không nguyên vẹn. Cho đến nay trong số các bia đá mang nội dung phản ánh về vương quốc Phù Nam có 1 tấm bia (ký hiệu K5) tìm thấy ở di tích Gò Tháp, được các nhà nghiên cứu định niên đại vào thế kỷ V. Nội dung văn bia thấm đượm tinh thần Hindu giáo, Chi phái Visnu là tôn giáo phổ biến song hành cùng Phật giáo trong văn hóa Óc Eo. Quan trọng nhất là văn bia còn cho biết, chính đây là vùng đầm lầy được chinh phục bởi vua Phù Nam Jayavarman và phong cho con trai là Gunavarman cai quản.
Trên gò có nhiều cây cổ thụ hàng trăm năm tuổi. Cạnh gò có cây Trôm đã dược công nhận là cây di sản Việt Nam.

### Di tích Tháp Mười Cổ Tự (Chùa Tháp Linh)
Cách gò Tháp Mười chừng 100 m về phía Bắc là tháp Cổ Tự. Tương truyền có từ thời vua Thiệu Trị (1841-1847), phía trước còn có ngôi tháp thờ của người Chân Lạp. Ngôi chùa này trước kia ở Gò Tháp Mười đã được chính quyền Ngô Đình Diệm dời sang đây. Năm 1956 sau khi bị đặc công của Quân Giải phóng Tỉnh Kiến Phong đánh sập, ngôi chùa đã đượm màu hoang phế vì những vết tích chiến tranh. Hiện nay ngôi chùa cổ này đã được thay bằng một ngôi chùa mới đẹp và khang trang hơn từ sự đóng góp xây dựng của người dân.
Ngay cạnh chùa là một ngôi miếu có tên là Miếu Hoàng Cô tương truyền thờ em gái của Nguyễn Ánh (Vua Gia Long).

### Di tích Đền thờ và mộ cụ Đốc Binh Nguyễn Tấn Kiều.

#### Tiểu sử:
Nguyễn Tấn Kiều (? - 1866) là Phó tướng của Võ Duy Dương trong cuộc khởi nghĩa chống thực dân Pháp ở Đồng Tháp Mười vào nửa cuối thế kỷ 19.
Tương truyền Đốc Binh Kiều là người miền Trung di cư vào miền Nam lập nghiệp ở huyện Kiến Đăng, tỉnh Định Tường.
Sau khi thành Gia Định thất thủ (1859), ông đến Gia Định đầu quân chống thực dân Pháp.
Nhờ giỏi võ nghệ, ông được cử chỉ huy một đội dân dũng. Năm 1861 Đại đồn Kỳ Hòa bị giặc Pháp san bằng, ông không theo quân triều đình rút về Biên Hòa mà dẫn quân về lập căn cứ ở Sầm Giang, Long Hưng (thuộc huyện Kiến Đăng) để tiếp tục chiến đấu.
Khi hay tin, Trương Định lập căn cứ Tân Hoà (Gò Công), Võ Duy Dương (còn gọi là Thiên Hộ Dương) lập căn cứ ở Bình Cách, Mỹ Quý (thuộc Ba Giồng, huyện Kiến Đăng), ông đem quân về hợp tác với chủ tướng Dương, được phong chức Đốc binh và rồi trở thành Phó tướng.
Trong cuộc tấn công Gò Tháp vào tháng 4 năm 1866, thực dân Pháp đã sai các sĩ quan là: Roubé, Paris de la Bollardère Gally, Passebose, Vigny và các cộng sự là Trần Bá Lộc, Huỳnh Công Tấn, Phạm Công Khanh...dẫn một đội quân đông đảo đồng loạt tấn công tấn cả ba đồn, hòng mở đường tiến vào đại bản doanh. Võ Duy Dương, Đốc Binh Kiều cùng nghĩa quân chống trả quyết liệt, đẩy lui được nhiều đợt tiến công của địch.
Chẳng may, lúc lên đài quan sát, Đốc Binh Kiều bị đạn của địch bắn trúng, được đưa về gò Giồng Dung điều trị. Nhưng do bị thương nặng, lại buồn rầu vì đại đồn thất thủ, ông mất ngay năm đó (1866). Nhưng cũng có người cho rằng, trong lúc đánh xáp lá cà, ông đã hy sinh tại trận chiến trên.

#### Mộ táng
Khi Đốc Binh Kiều mất, nghĩa quân mang thi hài ông về chôn cất tại nền đồn Trung ở Gò Tháp, đồng thời cũng làm vài ngôi mộ giả để nghi trang. Trước đây, ở Gò Tháp có đền thờ chung, thờ ông và chủ tướng Võ Duy Dương, đến năm 2015 UBND tỉnh Đông Tháp đã xây mới đền thờ của Thiên hộ Võ Duy Dương nên hai ông được thờ riêng. Và hàng năm, từ chiều 14 đến rạng sáng 16 tháng 11 (âm lịch), đều có tổ chức lễ hội để tưởng niệm.

Trong dân gian còn lưu truyền bài thơ ca ngợi ông như sau:
 Vì nước quên mình bởi chữ trung,
Thương dân chi sá chốn sình bùn,
Mấy năm Đồng Tháp danh vang dội,
Cọp rống ngoài truông, cáo hãi hùng,
Hai thước im lìm nơi thạch động,
Đồng bào tưởng nhớ đứng thờ chung,
Nỗi lòng nghĩ đến nhiều năm trước,
Hương lửa đều không cảnh lạnh lùng.
Và ở huyện Cai Lậy, Tiền Giang có một ngôi trường phổ thông trung học mang tên ông.

### Di tích khảo cổ Gò Minh Sư
Gò Minh Sư là di tích cư trú và mộ táng của người Phù Nam trong quần thể Khu di tích Gò Tháp. Dấu tích cư trú phân bố dưới chân gò và rộng khắp cánh đồng thấp xung quanh.
Tại di chỉ cư trú gò Minh Sư đã diễn ra 5 lần khai quật:
Tháng 1 năm 2001 đã phát hiện một khu cư trú cùng mộ táng cách chân gò Minh Sư chừng 120 m về phía Đông Nam với địa tầng còn nguyên vẹn;
Trong di chỉ tìm thấy nhiều di vật đá nhưng hiện vật chiếm tỷ lệ nhỏ. Đồ đất nung gồm mảnh ngói, tượng khỉ, dấu ấn, mảnh phù điêu, vòi yoni…
Đồ gốm khá phong phú, có tới hơn 18.000 mảnh, gồm các loại bình, vò nồi, nhiều mảnh lớn có thể phục nguyên được, có lẽ đây là những hiện vật nguyên vẹn đã bị sụp vỡ do đây là khu di chỉ cư trú và mộ táng.
Một số lớn các bình vò, nồi lớn đã được dùng để đựng than tro hỏa táng - như trong mộ M1: chiếc vò đựng xương tro có hình quả lê, cổ trụ, vành miệng đã mất, vai xuôi thân phình tròn, thu dần xuống đế hình vành khăn thấp. Gốm mịn màu ngà vàng, xương trắng xám lẫn ít sỏi laterit. Một vò khác có xương đen, chắc mịn, áo màu đỏ gạch loang lổ. Việc xuất lộ vò gốm chứa than tro, đặc biệt mật độ dày đặc của các cụm bình vò cho thấy đây là phát hiện đầu tiên về một khu mộ táng khá tập trung trong văn hóa Óc Eo.
Tháng 3 năm 2002, các nhà khảo cổ đã phát hiện nhiều hố mộ phân bố trên thềm sỏi laterit hoặc chồng chéo lên nhau; Chúng có dạng hố đào hình lòng chảo hoặc hình phễu, đáy lót cát hoặc có thêm lớp đất sét xám xanh bên dưới. Bên trên có các đồ gốm vỡ, xương thú, than tro, sỏi nhỏ và nhiều hiện vật khác…Bên cạnh hiện tượng hỏa táng có thể đã tồn tại hiện tượng hung táng hay bán hung táng. Ngoài số lượng gốm khổng lồ và nhiều loại hình hiện vật khác đã được phát hiện gồm các chất liệu đá, xương, thủy tinh, kim loại, gỗ…còn phát hiện xỉ thủy tinh, xỉ kim loại, cốc rót kim loại, mảnh vỡ của các tấm đá…cho thấy sự phát triển của nhiều nghề thủ công ở đây. Đặc điểm và địa tầng Gò Minh Sư cho thấy di chỉ được sử dụng cư trú và chôn cất trong một thời gian rất dài, khoảng từ TK I đến TK VIII sau CN.
Tháng 4 năm 2003 với việc khai quật di tích gò Minh Sư lần thứ ba, đã làm rõ thêm các đặc điểm của di chỉ cư trú kiêm mộ táng của di tích.
Năm 2009 đã khẳng định đây là một trong những kiến trúc đền thờ thần Shiva thuộc nền văn hóa Phù Nam, sau khi phát hiện từng mảng lớn những khối gạch được lát theo kiểu hình trụ đứng. Từ trung tâm di tích tỏa đi các hướng là khối gạch được xếp theo hình chữ nhật với chiều dài khoảng 12 m, ở giữa có một lỗ hình chữ nhật kéo dài và cắt một cạnh của hình chữ nhật khác, có rãnh khoảng 0,5 m... Ngoài ra, trong đợt khai quật lần này, nhiều hiện vật đã được phát hiện như khuyên tai bằng vàng, vòng đeo tai bằng đồng, đầu ngựa bị vỡ, vật hình bánh xe và một số đĩa nhỏ... Đặc biệt là tìm thấy ở bờ tường khu vực phía nam một chiếc nhẫn vàng khắc hình con ốc Sankha, biểu tượng của thần Vishnu, xung quanh có chạm dây lá cách điệu. Theo anh Võ Tấn Nghĩa (Ban Quản lý khu di tích Gò Tháp) thì đây là hiện vật thuộc loại “độc bản” quý hiếm.
Năm 2013 tiếp tục khai quật phía tây Gò Minh Sư, các nhà khảo cổ đã tìm thấy một số tượng thần Vishnu bị mất tay nhưng còn nguyên chân đế và khoảng 80 hiện vật bằng vàng, có chạm khắc hình con bò rất sống động, hình bánh xe và một số đồ trang trí mỹ nghệ khác... 
“Những hiện vật này nhà khảo cổ Đặng Văn Thắng cho là đồ tế lễ, cúng thần. Gò Minh Sư có 2 lớp di chỉ, trùng tu nhiều lần, lớp trên đậy lớp dưới và các nhà khảo cổ khẳng định đây là đền thờ thần Shiva”, anh Nghĩa cho biết.
Hình thức cư trú theo mùa được nhận thức khá rõ, cư trú trên các đồi gò thấp bên cạnh các lạch trũng nhỏ và quá trình bồi đắp để mở rộng diện tích sử dụng là một đặc điểm phổ biến của giai đoạn văn hóa Óc Eo ở đây. Bên cạnh các di vật Óc Eo điển hình, một số di vật ngoại nhập còn có những mảnh gốm có đặc điểm của thời tiền sử, cho thấy di tích này trong khu di tích Gò Tháp không chỉ là một trung tâm văn hóa Óc Eo phát triển, có mối quan hệ rộng rãi với thế giới bên ngoài mà còn có lịch sử phát triển lâu đời hơn những gì đã biết đến nay.

### Đền thờ Thiên hộ Võ Duy Dương

#### Tiểu sử:
Thiên Hộ Võ Duy Dương (1827-1866), còn gọi là Thiên Hộ Dương (do giữ chức Thiên hộ), là lãnh tụ cuộc khởi nghĩa chống thực dân Pháp (1862-1866) ở vùng Đồng Tháp Mười, thuộc Đồng bằng Sông Cữu Long, Việt Nam.
Tổ tiên của Võ Duy Dương là Võ Hữu Man từ miền Bắc vào thôn Nam Tượng lập nghiệp, đến đời Võ Duy Dương là đời thứ 6. Theo lời kể của cụ Võ Quế, 85 tuổi (1989), cháu nội Võ Duy Dương, thì ông Dương là con thứ ba trong gia đình, và thuở nhỏ ông Dương là người sáng trí, khỏe mạnh, giỏi võ nghệ. Khi cha qua đời, gia đình sa sút, ông Dương phải đi chăn trâu để sinh sống. May nhờ vị quan sở tại cảm thông hoàn cảnh nghèo khó và mến tài nên nhận làm con nuôi.
Trong một kỳ thi võ, ông cử được một lúc 5 trái linh, mỗi trái 60 cân (hai tay xách 2 trái, hai nách kẹp 2 trái, răng cắn 1 trái, nên từ đó mọi người đều gọi ông là Ngũ Linh Dương. Ông có người anh tên là Võ Duy Tân, sau này tham gia phong trào Cần Vương kháng Pháp ở Bình Định do Mai Xuân Thưởng chỉ huy. Sau khi Mai Xuân Thưởng chết, ông Tân lại theo Võ Trứ, bị Pháp bắt và xử án chém cùng với nhiều nghĩa quân khác tại Gò Chàm (Bình Định) ngày 13 tháng 9 năm Đinh Dậu (tức ngày 9 tháng 10 năm 1898), thọ 73 tuổi.
Tháng 2 năm 1859, Pháp đánh chiếm Gia Định rồi đánh chiếm thành Mỹ Tho (tháng 4 năm 1861), Võ Duy Dương cùng Thủ Khoa Huân kéo lực lượng về Gia Định đánh trả. Vì vậy, ông được phong chức Chánh quản đạo. Thành Gia Định vỡ, ông vượt biển về Kinh đô Huế, bái yết vua Tự Đức hiến kế đánh đuổi Pháp. Sau đó, ông được điều về Quảng Nam dẹp cuộc nổi dậy của người Thạch Bích (mọi Vách Đá) và được phong hàm Chánh bát phẩm Thiên hộ vào năm 1860.
Tháng 5 năm 1861, ông được sung vào phái bộ của Khâm phái quân vụ Đỗ Thúc Tĩnh vào Nam Kỳ với nhiệm vụ chiêu mộ nghĩa dũng chống ngoại xâm. Trong một thời gian ngắn, ông mộ được gần một ngàn người, trong số đó, có cả lính đánh thuê thuộc quân đội Pháp và một người Pháp là Liguet  và ông được phong chức Quản cơ.
Ông đóng quân ở Bình Cách (huyện Chợ Gạo-Tiền Giang), liên kết với Trương Định ở Gò Công, Trần Xuân Hoà (Phủ Cậu) ở Thuộc Nhiêu và Đỗ Thúc Tĩnh ở Mỹ Quí. Tự giác giương cao khẩu hiệu "Cần Vương" chống Pháp, nghĩa quân lấy Đồng Tháp Mười là vùng rừng đầm lầy, hiểm trở vào bậc nhất ở Nam Bộ thời bấy giờ làm căn cứ. Từ đây, nghĩa quân dùng chiến thuật du kích đánh Pháp trên cả một vùng rộng lớn từ Hà Tiên, Rạch Giá đến Đồng Tháp, gây cho quân Pháp nhiều tổn thất.
Giữa lúc lực lượng nghĩa quân đang quyết chiến, thì triều đình Huế ký Hòa ước Nhâm Tuất (1862). Ngay sau đấy, triều đình Huế buộc các tổ chức nghĩa quân phải hạ khí giới. Không tuân lệnh, ông bị triều đình tước binh quyền và sai người lùng bắt (Phan Thanh Giản nhận lệnh triều đình, sai quản cơ Trần Văn Thành truy đuổi).
Sau, Thủ Khoa Huân, Trương Định lần lượt hy sinh. Tuy nhiên, Võ Duy Dương cùng với các nghĩa sĩ khác như Nguyễn Tấn Kiều (tức Đốc Binh Kiều), Trần Kỳ Phong, Thống Bình, Lãnh Binh Dương, Thương Chấn, Thống Đa, Quản Văn, Quản Là,...vẫn không hề nản chí.
Ngày 14 tháng 4 năm 1866, Pháp huy động một lực lượng gồm 1.000 quân thủy bộ cùng nhiều tàu chiến, đại bác chia làm ba mũi đồng loạt tiến công từ ba hướng Cần Lố, Cái Nứa và Bắc Chiêng, quyết đánh chiếm sở chỉ huy của nghĩa quân. Nhiều trận đụng độ ác liệt đã xảy ra, làm quân Pháp bị tiêu hao không ít, nhưng trước sức công phá của vũ khí mạnh, nghĩa quân phải rút đi, sau khi Đồn Trung bị đánh hạ. Theo Hồ sơ cá nhân của Trần Bá Lộc mang số SL. 311 trong Văn khố Quốc gia, thì ông Lộc có tham gia trận này, và sau đó được thực dân Pháp tặng thưởng Danh dự Bội tinh bạc cũng vào tháng 4 năm đó.
Sau khi rút khỏi Đồng Tháp Mười, Võ Duy Dương đem quân phối hợp với con của Trương Định là Trương Quyền và thủ lãnh người Khmer là Acha Xoa, tiếp tục đánh Pháp nhiều trận trước khi suy yếu dần.

#### Thờ phụng
Để tưởng nhớ Võ Duy Dương, tại Gò Tháp (xã Mỹ Hòa, huyện Tháp Mười, tỉnh Đồng Tháp), người dân đã lập đền thờ ông và đã được công nhận di tích lịch sử cấp quốc gia. Tại nơi ông sinh ra (xã Nhơn Tân, huyện An Nhơn), năm 1997, dòng họ đã góp tiền xây dựng đền thờ và hàng năm tổ chức tế lễ.
Gần đây, sáng ngày 15 tháng 12 năm 2007 Hội Khoa học Lịch sử Việt Nam trao tặng cho đền thờ Võ Duy Dương tại xã Nhơn Tân, huyện An Nhơn một tượng đồng phác họa chân dung ông, trong chương trình “Mỗi người một giọt đồng đúc tượng danh nhân”.
Tại đền thờ ông và Đốc Binh Kiều ở Gò Tháp có câu đối:
Sử sách sáng chói danh Thiên Hộ,
Bia miệng lưu truyền tiếng Đốc binh.
Ở đây cũng còn lưu truyền câu ca dao:
Chiều chiều mây giục gió vần
Cảm thương Thiên Hộ xả thân cứu đời!
Ngày 14 tháng 11 âm lịch hằng năm, là ngày giỗ chung hai ông.

### Di tích Miếu và gò Bà Chúa Xứ
Tại cuộc khai quật gò Bà Chúa Xứ năm 1984, các nhà khảo cổ đã đưa ra khỏi lòng đất một kiến trúc khá lớn nằm trong lòng gò với kích thước 20,90 x 13,40m có cạnh bẻ góc dài ngắn khác nhau, phần nền và móng có những ô vuông xây gạch, có chỗ dày đến 1,4m. Mặc dù phần kiến trúc bên trên đã bị phá hủy hoàn toàn nhưng các nhà khảo cổ cũng có thể căn cứ vào dấu tích nền móng và những mảnh đá kiến trúc còn lại để xác định đây là một đền thờ Hindu giáo được xây dựng khá chuẩn mực, có niên đại vào thế kỷ VI.

## Các cổ vật quan trọng trong khu di tích Gò Tháp
Hiện vật trong di tích kiến trúc và mộ táng vô cùng phong phú về chất liệu, độc đáo về loại hình và kiểu dáng, những hiện vật quý gồm có nhóm các chế tác bằng vàng, nhóm các pho tượng bằng gổ và 2 bia đá có minh văn.
Nhóm hiện vật vàng ở Gò Tháp có đến 321 mảnh, chạm khắc hình tượng các vị thần, linh vật, hoa văn…Từ các cứ liệu C14, văn khắc từ những mảnh vàng này đã cho biết niên đại của chúng không đồng nhất, thể hiện ảnh hưởng từ nền văn hóa Ấn Độ trong thời gian khá dài, từ Thế kỷ IV - V trước Công nguyên cho đến Thế kỷ V sau CN.
Khu di tích Gò Tháp nổi tiếng với các pho tượng Phật bằng gỗ - di vật đặc trưng của nghệ thuật Phật giáo trong văn hóa Óc Eo. Tuy phần lớn tượng Phật gỗ được phát hiện ngẫu nhiên trong khi đào đìa, làm ruộng nhưng số lượng lớn, sự phong phú và đa dạng về kích thước và kiểu dáng vừa phản ánh sự tiếp thu các ảnh hưởng của nghệ thuật mới, vừa bộc lộ nét bản địa chân chất, giản dị trong chất liệu tạc tượng là nguồn nguyên liệu gỗ dồi dào tại chỗ. Chất liệu gỗ mù u làm nên các pho tượng này vừa bền vững đồng thời vẫn thỏa mãn được sự sáng tạo, tính đa dạng của nghệ nhân Óc Eo, tạo nên phong cách nghệ thuật độc đáo ở đây. Thế kỷ V-VII là thời kỳ phát triển rực rỡ của điêu khắc Phật giáo bản địa mà sưu tập tượng Phật bằng gỗ ở vùng Đồng Tháp là một minh chứng.
Cho đến nay trong số các bia đá mang nội dung phản ánh về vương quốc Phù Nam có 1 tấm bia (ký hiệu K5) tìm thấy ở khu di tích Gò Tháp, được các nhà nghiên cứu định niên đại vào thế kỷ V. Nội dung văn bia thấm đượm tinh thần Hindu giáo, Chi phái Visnu là tôn giáo phổ biến song hành cùng Phật giáo trong văn hóa Óc Eo. Quan trọng nhất là văn bia còn cho biết, chính đây là vùng đầm lầy được chinh phục bởi vua Phù Nam Jayavarman và phong cho con trai là Gunavarman cai quản.
Quy mô kiến trúc, nội dung phản ánh của sưu tập di vật và hệ thống đường giao thông thủy trong khu di tích Gò Tháp đã cho thấy, khu vực này từng là một trung tâm tôn giáo - văn hóa quan trọng từ TK IV đến TK VIII, không chỉ của vùng Đồng Tháp Mười mà còn của chung đồng bằng sông Cửu Long.
Cuộc sống của cư dân thời cổ thể hiện rõ nét quá trình thích nghi với môi trường sinh thái tự nhiên. Tính chất thích nghi không chỉ là sự “nương nhờ”, khai thác tự nhiên một cách thuần tuý mà còn là quá trình tạo nên môi trường sinh thái nhân văn - cảnh quan lao động sản xuất, nơi cư trú, các công trình kiến trúc…
Khảo cổ học dựa vào những di tích di vật phát hiện được để nghiên cứu về đời sống con người trong quá khứ, tất nhiên, chỉ hiểu biết được một phần vì những gì còn lại cũng vô cùng ít ỏi. So với nhiều di tích khảo cổ, khu di tích Gò Tháp là nơi phát hiện một số lượng lớn di vật nhiều loại hình, từ vật dụng sinh hoạt trong di chỉ cư trú đến vật dâng cúng quý giá trong các đền tháp, vật tùy táng linh thiêng trong những ngôi mộ, từ các phế tích kiến trúc đền tháp và tượng thờ, minh văn đến di tích nhà ở, nền bếp…
Tổng thể di tích và di vật phản ánh quá trình tụ cư, hoạt động kinh tế - văn hóa - tôn giáo và các mối quan hệ giao lưu trong một thời gian dài khoảng 10 thế kỷ. “May mắn” là môi trường tự nhiên và nhân văn của khu di tích này (và nhiều di tích văn hóa Óc Eo khác) vẫn chưa biến đổi nhiều so với trước kia. Điều đó giúp ta hình dung được phần nào cuộc sống của chủ nhân những di tích và di vật nơi đây. Trong môi trường sinh thái “bưng biền Đồng Tháp” cư dân cổ đã xây dựng cảnh quan nhân văn gồm các kiến trúc đền thờ, tháp mộ trên các gò phù sa cổ (có khi được con người đắp cao thêm), xây dựng nhà sàn cư trú ở địa hình thấp xung quanh… Họ khai thác nhiều loại động - thực vật nơi đầm lầy đìa trũng để sinh sống, trong đó có lúa ma hay lúa trời - loại lúa hoang dại có thể cao đến 1,5m, nổi trên mặt nước vào mùa nước, rồi dần dần “cải tạo” vùng đất trũng lầy để trồng lúa - có lẽ là theo lối sạ lúa một vụ năng xuất không cao, giống như lối canh tác của cư dân Đồng Tháp Mười cho đến gần đây. Quá trình này để lại dấu tích cư trú ở đây trong một thời gian rất dài, từ đầu Công nguyên đến khoảng thế kỷ XII - XIII. Không chỉ vậy, khu vực Gò Tháp còn gắn liền với cảng thị Óc Eo - Ba Thê và trở thành một trung tâm lớn thể hiện sự gắn bó giữa đời sống xã hội và sự phát triển của tôn giáo: từ một vài di tích quy mô không lớn, xây dựng đơn giản vào đầu Công nguyên đã phát triển đến đỉnh cao của kiến trúc và điêu khác Hindu giáo và Phật giáo vào thế kỷ VI - VIII.

## Ý nghĩa và tầm quan trọng của khu di tích Gò Tháp
Với những giá trị lịch sử độc đáo không chỉ của dân tộc mà còn của cả nhân loại, khu di tích Gò Tháp đã được Bộ Văn hóa Thông tin xếp hạng di tích lịch sử - văn hóa quốc gia năm 1998.
Ngày 26/12/2012, tỉnh Đồng Tháp long trọng tổ chức lễ đón nhận Di tích quốc gia đặc biệt đối với Di tích khảo cổ và kiến trúc nghệ thuật Gò Tháp (Khu di tích Gò Tháp). Đây là niềm vinh dự, tự hào lớn lao đối với người dân Tháp Mười nói riêng và người dân Đồng Tháp nói chung.
Tính đến đầu năm 2022, Khu di tích Gò Tháp là một trong 123 “di tích quốc gia đặc biệt” của Việt Nam.
Khu di tích đặc biệt Gò Tháp hội tụ ba loại hình: di tích kiến trúc, di tích cư trú và di tích mộ táng. Đây còn là những chỉ dấu quan trọng về các phương diện lịch sử, chính trị, kinh tế, nghệ thuật, tôn giáo của nền văn minh cổ xưa, rực rỡ gắn với Vương quốc Phù Nam từ hàng nghìn năm trước. Ngoài giá trị khảo cổ, lịch sử, Gò tháp được xem là tâm điểm của vùng Đồng tháp Mười, một trong số ít nơi còn lưu giữ nét hoang sơ của thiên nhiên, với những thảm thực vật phong phú đặt trưng của vùng đất ngập nước.
Ngoài ra, Khu di tích Gò Tháp còn có các thiết chế tôn giáo và tín ngưỡng cổ truyền như: tháp cổ tự, đền thờ, miếu bà Chúa Xứ, mộ Hoàng Cô, nền Tháp cổ và nhiều giai thoại dân gian mang màu sắc huyền bí, tâm linh.
Nếu so với những khu di tích khác của văn hóa Óc Eo thì khu di tích Gò Tháp tương đương về quy mô, số lượng và loại hình di tích. Song những bí ẩn trong lòng đất vẫn còn tiềm tàng nhiều bí ẩn, cần phải tiếp tục nghiên cứu và khám phá…
Không chỉ mang dấu ấn của một nền văn hoá cổ xưa, Khu di tích Gò Tháp còn là nơi chiến đấu và ngã xuống của không ít anh hùng dân dộc. Chính nơi đây là đại bản doanh của nghĩa quân Thiên hộ Võ Duy Dương, Đốc binh Nguyễn Tấn Kiều thời kỳ đầu chống Pháp. Ghi dấu đậm nét sự chiến đấu, hy sinh anh dũng, người dân địa phương đã lập đền thờ phụng 02 vị anh hùng dân tộc ngay trên vùng đất linh thiêng này.
Không chỉ vậy, vùng đất này sau còn là căn cứ địa của Xứ ủy Nam bộ, nơi được mệnh danh là “Thủ đô kháng chiến” với Ủy ban hành chính kháng chiến Nam bộ, Khu ủy khu 8, in dấu tích hoạt động cách mạng của các cán bộ cao cấp của Đảng như: đồng chí Lê Duẩn, Lê Đức Thọ, Phạm Hùng, Trần Văn Trà và nhiều đồng chí khác.
Hiện nay, Công ty cổ phần đầu tư Thương mại Du lịch Đồng Tháp Mười đang thực hiện Dự án du lịch sinh thái ở Khu di tích Gò Tháp với các loại hình du lịch văn hóa, lịch sử, sinh thái hấp dẫn.
Hy vọng tương lai không xa, du khách đến đây trong tâm tình của người hành hương tìm về nguồn cội, sẽ có những trải nghiệm lý thú để thêm trân trọng những đóng góp của các bậc tiền nhân đi mở cõi, bởi nhờ đó con cháu hôm nay mới được đứng vững trên miền đất này với cả một di sản qúy báu tồn tại qua không gian và thời gian…
Người dân Đồng Tháp với quyết tâm bảo tồn và phát huy giá trị của Khu di tích, tin rằng trong tương lai không xa, Gò Tháp sẽ là một trung tâm văn hóa quan trọng của tỉnh và của khu vực, vừa mang tính hiện đại vừa mang những giá trị văn hóa truyền thống đậm đà bản sắc dân tộc.
Để đến thăm và ngưỡng mộ Khu di tích đặc biệt Gò Tháp bạn có thể đến bất kỳ lúc nào. Nhưng trong năm có hai kỳ lễ hội lớn vào ngày rằm tháng 3 và rằm tháng 11 âm lịch nhằm tưởng nhớ công lao chiến đấu chống giặc giữ nước của hai vị anh hùng dân tộc đã có công giữ nước, đem lại cuộc sống bình yên cho nhân dân.